# Nicolae Tanovițchii
Nicolae Tanovițchii (23 december 1993) is een Moldavisch wielrenner.

## Overwinningen
2013
 Moldavisch kampioen op de weg, Beloften
Jongerenklassement Ronde van Bulgarije
2017
 Moldavisch kampioen tijdrijden, Elite
 Moldavisch kampioen op de weg, Elite
Proloog Ronde van Szeklerland
2018
 Moldavisch kampioen tijdrijden, Elite
4e etappe deel A Ronde van Szeklerland
Eindklassement Ronde van Szeklerland

## Ploegen
- 2012 –  Start Cycling Team-Atacama Flowery Desert
- 2013 –  Tusnad Cycling Team
- 2015 –  Jelly Belly p/b Maxxis
- 2016 –  Lupus Racing Team
- 2017 –  Tusnad Cycling Team (vanaf 8-8)
- 2018 –  Team Novak
- 2019 –  Team Novak

Frazer · Gil · López · Matiauda · Menendez · Miño · Miranda · Padulo · Palma · Sanguino · Tanovitchii · Villamayor · Zugasti
Beyer · Chavarría · David · Flautt · Horner · Jeannès · Lazzarotto · Lewis · Mead-Vancort · Miller · Murphy · Olheiser · Stone · Tankersley · Tanovitchii · Vaubourzeix
Bartha · Crisafulli · Krasnov · László · Lezica · Novak · Ramos · Rosas · Sebestyén · Szabó · Tanovitchii · Velázquez
Balázsi · Bartha · Bratasjtsjoek · László · Novak · Prevar · Sebestyén · Szabó · Szilágyi · Tanovitchii